# Iodes vitiginea
Iodes vitiginea är en tvåhjärtbladig växtart som först beskrevs av Henry Fletcher Hance, och fick sitt nu gällande namn av Henry Fletcher Hance. Iodes vitiginea ingår i släktet Iodes och familjen Icacinaceae. Inga underarter finns listade i Catalogue of Life.